# NGC 3788
NGC 3788 (другие обозначения — UGC 6623, KCPG 295B, MCG 5-28-9, ARP 294, ZWG 157.10, VV 228, KUG 1137+321, PGC 36160) — спиральная галактика в созвездии Большой Медведицы. Открыта Джоном Гершелем в 1827 году.
Этот объект входит в число перечисленных в оригинальной редакции «Нового общего каталога».
Галактика NGC 3788 состоит в паре с NGC 3786. В ультрафиолетовом диапазоне галактики имеют сравнимые светимости, но NGC 3788, видимая ближе к положению «с ребра», имеет более высокую светимость в инфракрасном диапазоне, хотя модельный спектр обеих галактик предсказывает сравнимые светимости — вероятно, в модели NGC 3786 переоценён вклад излучения межзвёздной пыли. Они входят в состав группы галактик NGC 3788. Помимо них в группу также входят UGC 6545 и PGC 35873.